# Carmelo Hayes
Christian Brigham (* 1. August 1994 in Worcester, Massachusetts) ist ein US-amerikanischer Wrestler. Er steht derzeit bei der WWE unter Vertrag und tritt regelmäßig in deren Show Smackdown auf. Sein bislang größter Erfolg ist der Erhalt der NXT Championship.

## Wrestling-Karriere

### Erste Anfänge (2014–2021)
Sein Debüt gab er am 12. April 2014 mit den Ringnamen Christian Casanova. Sein Debüt-Match gegen Mikey Webb verlor er jedoch. Sein erstes Match gewann er am 19. Juli 2014 zusammen mit Brad Hollister, hier besiegten sie Chris Students und Marshall McNeil. Über das Jahr 2014 trat er am meisten bei Power League Wrestling, Chaotic Wrestling und Northeast Championship Wrestling an. Am 19. Juni 2015 gewann er den NCW New England Title hierfür besiegte er Triplelicious. Den Titel verlor er am 25. September 2015 an Scott Levesque. Von da an bis Anfang 2017 bestritt er nur noch vereinzelt Matches ohne eine Titelchance zu erhalten. Am 17. März 2017 gewann er den CW New England Title, hierfür besiegte er Mike Verna und Travis Gordon. Am 4. August 2017 verlor er den Titel an Donovan Dijak. Am 14. Oktober 2017 konnte er zusammen mit Elia Markopoulos die Lucky Pro Wrestling Tag Team Championship gewinnen, hierfür besiegten sie The Aristocrats Tomahawk und Zachary Pierre Beaulieu.
Am 16. März 2018 gewann er mit Triplelicious die Chaotic Wrestling Tag Team Championship, hierfür besiegten sie The Maine State Posse Aiden Aggro und The DangerKid sowie The Logan Brothers Bryan Logan und Matt Logan. Am 19. Mai 2018 verlor er die Lucky Pro Wrestling Tag Team Championship an Mikey Webb und Scotty Slade. Am 1. Juni 2018 verlor er die 1. Juni 2018 Chaotic Wrestling Tag Team Championship wieder an The Maine State Posse Aiden Aggro & The DangerKid. Ab da bestritt er viele weitere Titelmatches, jedoch konnte er sich die Titel nicht sichern. Erst am 29. März 2019 gelang es ihm die Chaotic Wrestling Heavyweight Championship zu gewinnen, hierfür besiegte er JT Dunn. Den Titel verlor er am 19. Juli 2019 an Anthony Greene. Am 30. August 2019 konnte er sich jedoch noch einmal den Titel sichern, indem er Greene in einem Rematch besiegte. Diese Regentschaft hielt dann bis zum 31. Dezember 2020 dort verlor er den Titel an Mike Verna. In der Zwischenzeit sicherte er sich noch den Battle Club Pro Championship, Northeast Wrestling Live Championship sowie den Limitless Wrestling World Championship.

### World Wrestling Entertainment (seit 2021)
Am 12. Februar 2021 unterschrieb er bei der WWE und begann sein Training im WWE Performance Center. Sein Debüt gab er am 1. Juni 2021 mit dem Ringnamen Carmelo Hayes. Hier bestritt er ein Match gegen Kushida um die NXT Cruiserweight Championship, dieses Match verlor er jedoch. Am 6. Juli 2021 wurde er als Teilnehmer des NXT Breakout Tournaments bekannt gegeben. Das Turnier gewann er am 24. August 2021, hierfür besiegte er Odyssey Jones. Am 12. Oktober 2021 gewann er die NXT North American Championship, hierfür besiegte er Isaiah Scott. Am 4. Januar 2022 gewann er ein Match gegen Roderick Strong und vereinigte somit seinen North American Championship mit der NXT Cruiserweight Championship. Die Regentschaft hielt 172 Tage und verlor den Titel, schlussendlich am 2. April 2022 bei NXT Stand & Deliver (2022) an Cameron Grimes. Am 4. Juni 2022 gewann er bei NXT In Your House (2022) erneut die NXT North American Championship. Hierfür besiegte er Cameron Grimes. Die Regentschaft hielt 101 Tage und verlor den Titel, schlussendlich am 13. September 2022 an Solo Sikoa. Am 1. April 2023 gewann er bei NXT Stand & Deliver (2023) die NXT Championship, hierfür besiegte er Bron Breakker. Die Regentschaft hielt 182 Tage und verlor den Titel, schlussendlich am 30. September 2023 bei NXT No Mercy an Ilja Dragunov.

## Titel und Auszeichnungen
- World Wrestling Entertainment
  - NXT Championship (1×)
  - NXT North American Championship (2×)
  - André the Giant Memorial Battle Royal (1×)

- Beyond Wrestling
  - Pride Of New England Tournament For Tomorrow

- Chaotic Wrestling
  - Chaotic Wrestling Heavyweight Championship (2×)
  - Chaotic Wrestling New England Championship (1×)
  - Chaotic Wrestling Tag Team Championship (1×)

- Liberty States Pro Wrestling
  - Liberty States Heavyweight Championship (1×)

- Limitless Wrestling
  - Limitless Wrestling World Championship (1×)
  - Vacationland Cup (2020)

- Lucky Pro Wrestling
  - LPW Tag Team Championship (1×) mit Elia Markopoulos

- Northeast Championship Wrestling
  - NCW New England Championship (1×)

- Northeast Wrestling
  - NEW Live Championship (1×)